# مسجد جمال عبد الناصر (القاهرة)
مسجد جمال عبد الناصر أو مسجد كوبري القبة الخيري هو أحد مساجد مدينة القاهرة الحديثة الشهيرة، يقع المسجد بمنطقة كوبري القبة بالقرب من مبنى وزارة الدفاع المصرية وجامعة عين شمس، وبه يقع ضريح الرئيس المصري الراحل جمال عبد الناصر. بدأ العمل في المسجد عام 1962، وكانت أرضه مهداة من الدولة لجمعية كوبري القبة الخيرية بإيجار رمزي قدره جنيه واحد سنوياً. وفي عام 1965 أمر عبد الناصر باستكمال المشروع على نفقة الدولة وأشرف على إعداده وتجهيزه على الطراز العربي الحديث. وتكلف إنشاؤه أكثر من 300 ألف جنيه.